# Discolaimus bulbiferus
Discolaimus bulbiferus är en rundmaskart. Discolaimus bulbiferus ingår i släktet Discolaimus och familjen Dorylaimidae. Inga underarter finns listade i Catalogue of Life.